# Sciora Dadent
Sciora Dadent är en bergstopp i Schweiz.   Den ligger i regionen Maloja och kantonen Graubünden, i den sydöstra delen av landet, 180 km öster om huvudstaden Bern. Toppen på Sciora Dadent är 3 275 meter över havet, eller 162 meter över den omgivande terrängen. Bredden vid basen är 1,6 km.
Terrängen runt Sciora Dadent är huvudsakligen mycket bergig. Runt Sciora Dadent är det glesbefolkat, med 10 invånare per kvadratkilometer.. Närmaste större samhälle är Sils-Segl Maria, 18,1 km nordost om Sciora Dadent. 
Trakten runt Sciora Dadent består i huvudsak av gräsmarker.